# ナマの事実
ナマの事実（ナマのじじつ、英: Brute fact）とは、哲学の分野で使われる言葉で、それ以上基礎的な何かによっては説明されないような事実のこと。この概念は哲学の様々な領域で使用されるが、大きく分けて形而上学・認識論などの文脈で使われる場合と、倫理学・価値論・行為論などの文脈で使われる場合とがある。この両者で若干背景とする問題意識が異なる。

## 概要
形而上学や認識論などの文脈で使用される場合、「理由や根拠のある事実」と対置されて、「理由も根拠もなくただ受け入れることしかできない事実」の意味で用いられる。こうした事実があるとした場合、それは「何事も理由なくは起こらない」「すべてのことにそうであることの十分な理由がある」という充足理由律に対する反例を構成する。そうした事実があるのかないのか、またあるとしてそれはどのようなものなのか、それは私たちが行う説明という行為や、知識や理解といったこととどのように関わってるくるのか、すなわち世界はどこまで理解可能か、説明可能か、といったことと関わる。
一方、倫理学・価値論・行為論などの文脈では、制度的・評価的・規範的事実などに対立する概念として、解釈の余地のない事実、物理的事実といった意味で使用される。これは行為そのものと、その行為の意味や価値などを分ける、すなわち「である／べきである（is-ought）」といった対立枠を想定した場合における、「である」といった記述という意味をおおよそ持つ。こうした意味で使われる場合、bare fact （ベア・ファクト、裸の事実）と言われることも多い。

## 訳
この概念は英語ではbrute fact（ブルート・ファクト）と言うが、日本語ではこれといった定まった訳がない。
brute（ブルート） とは「知性のない」「感覚のない」「野蛮な」「ケモノじみた」といった意味を持つ言葉で、対義語は「理性的」「人間的」といった言葉である。つまりこの言葉は直訳すると「知性のない事実」「感覚のない事実」「野蛮な事実」「ケモノじみた事実」といった意味を持っている。日本の哲学者がこの言葉にあてている訳としては「根拠なく受け入れねばならない事実」「根拠なき事実」「生々しい事実」「厳然たる事実」などがある。

## 例
「ナマの事実」つまり「それは説明のない事実だ」として扱われることがあるようなものの例としては、例えば「この宇宙がある特有の自然法則にしたがっているということ」や、「この世界が存在しているということ」などが、ナマの事実として扱われる事がある。しかしこうした個々のことを説明がない事実として扱うかどうかは、それぞれの問題の中で議論が常につきまとう点であり、全員の一致が得られるようなものではない。

### 形而上学・認識論関連の文献
- 乗立雄輝（2006年）「根拠なく受け入れねばならない事実について」 『レヴィナス　−−−ヘブライズムとヘレニズム−−−』 哲学雑誌 哲学会編 有斐閣 pp.139-159 ISBN 978-4641173248
- Michael Friedman (1974) "Explanation and scientific understanding" The Journal of Philosophy Vol. 71, No. 1, pp. 5-19 (オンライン・ペーパー)
- Ludwig Fahrbach (2005) "Understanding Brute Facts" Synthese, Volume 145, Number 3, 449-466, DOI: 10.1007/s11229-005-6200-7 (オンライン・ペーパー)

### 倫理学・価値論・行為論関連の文献
- ジョン・サール[著], 坂本百大[訳], 土屋俊[訳] (1986年) 『言語行為―言語哲学への試論』 ＜双書プロブレーマタ＞ 勁草書房 ISBN 978-4326198757
  - 翻訳元： John R. Searle (1969) "Speech Acts: An Essay in the Philosophy of Language"
- G. E. M. Anscombe (1958) "On Brute Facts", Analysis, vol. 18/3, 69-72
- Daniel R. Montello (2008) "Geographic regions as brute facts, social facts, and institutional facts". In B. Smith, D. M. Mark, & I. Ehrlich (Eds.), The mystery of capital and the construction of social reality (pp. 305-316). Chicago, IL: Open Court. ISBN 978-0812696158 (オンライン・ペーパー)